# Робер Деснос
Робе́р Десно́с (фр. Robert Desnos; 4 липня 1900, Париж — 8 червня 1945, концтабір Терезін) — французький поет, письменник та журналіст.

## Біографія та творчість
Виріс у старовинному паризькому кварталі Сен-Мері, та все своє життя зберігав смак до арго, вуличних пісень, ярмаркових видовищ, графіті. Перші поетичні твори надрукував 1917 року. В цей час він познайомився з Бенжаменом Пере, який представив його паризьким дадаїстам (Трістан Тцара, Андре Бретон, Поль Елюар, Філіпп Супо, Макс Ернст та Франсіс Пікабіа). 1919 року під час роботи в одній з паризьких газет, став активним членом сюрреалістичного гуртка. Працював у журналі «Сюрреалістична революція» (вийшло 12 чисел у 1924—1929 роках). Вирізнався надзвичайною здатністю до трансу та «автоматично письма». Перервав зв'язок з сюрреалістами після того як Андре Бретон та Поль Елюар вступили до комуністичної партії, оскільки ввачав, що сюреалізм є несумісним з політикою. Зблизився з Батаєм. Після розриву з сюреалістами продовжував працювати журналістом, писав переважно про кіно, джазі, на радіо створив радіосеріал про Фантомаса.
З 1940 року брав участь у французькому русі опору, друкувався під різними псевдонімами. Був заарештований гестапо 22 лютого 1944 року, пройшов декілька концтаборів, в тому числі Бухенвальд, де писав вірші, які не збереглись. Помер від епідемічного висипного тифу в концтаборі Терезін у Чехословаччині через місяць по звільненню табору Червоною армією та чеськими партизанами.
Похований на кладовищі Монпарнас у Парижі.

## Твори
- Rrose Sélavy (1922–1923)
- Le Pélican
- L'Aumonyme (1923)
- Langage cuit (1923)
- De l'érotisme. Considéré dans ses manifestations écrites et du point de vue de l'esprit moderne (1923), publication posthume en 1953
- Deuil pour deuil (1924)
- Les gorges froides (1926)
- La Liberté ou l'Amour (1927)
- Les Ténèbres (1927)
- La Place de l'Étoile (1929), pièce de théâtre publiée dans le quotidien Le Soir
- Corps et biens (1930)
- Sans cou (1934)
- Fortunes (1942)
  - The Night of loveless nights
- État de veille (1943)
- Le vin est tiré (1943)
- Contrée (1944)
- Le Bain avec Andromède (1944)
- L'Honneur des poètes (1943)
- Calixto suivi de contrée (1962), посмертна публікація.
- Chantefables et chantefleurs (1970), посмертна публікація.
- Destinée arbitraire (1975), посмертна публікація.
- Nouvelles-Hébrides et autres textes (1978), посмертна публікація.
- Rue de la Gaité / Voyage en Bourgogne / Précis de cuisine pour les jours heureux, œuvres illustrées par Lucien Coutaud (1947)
- La Complainte de Fantômas (1954), посмертна публікація.
- Le Veilleur du pont-au-change
- Le Souci (1943)
- Les Hiboux (1938)

### Сучасні видання
- Œuvres de Robert Desnos, sous la direction de Marie-Claire Dumas. Collection Quarto, éditions Gallimard, 2003 (найповніше видання творів Десноса).
- Corps et Biens, Collection de poche Poésie/Gallimard.
- Destinées arbitraires, Collection de poche Poésie/Gallimard.
- Fortunes, Collection de poche Poésie/Gallimard.
- La Liberté ou l'amour, Collection de poche L'Imaginaire/Gallimard.
- Deuil pour deuil, Collection de poche L'Imaginaire/Gallimard.
- Le vin est tiré…, Collection de poche L'Imaginaire/Gallimard.
- Chantefleurs, éditions Gründ, 2000.
- Chantefables, éditions Gründ, 2000.
- La Ménagerie de Tristan, éditions Gründ, 2000.
- Un beau navire porte son nom, dessins de Claude Stassart-Springer, éditions de la Goulotte, Vézelay, 2003

## Українські переклади
Твори Робера Десноса перекладали Дмитро Павличко (вірш «Пелікан»), Всеволод Ткаченко (збірка «Баєчкопісеньки і квітопісеньки»), О. Завгородній (вірш «Мураха»).
- Деснос Робер. Баєчкопісеньки і квітопісеньки: поезії/Р. Деснос; пер. і перед, слово В. Ткаченка. — К.: ВЦ «Просвіта», 2007. — 48 с.: іл. — (Об'єднана Європа — українським дітям).

ISBN 978-966-2133-00-4